# Watch Yourself
Watch Yourself, auch You Better Watch Yourself ist ein Blues-Titel, der von Buddy Guy geschrieben und im Jahr 1970 auf Buddy Guys Album I Was Walking Through the Woods bei Chess Records veröffentlicht wurde. Die Aufnahme entstand bereits am 7. Dezember 1961 mit Jack Myers am Bass, Fred Below am Schlagzeug, Otis Spann am Klavier sowie Donald Hankins, Bob Neely und Jarrett Gibson an den Saxophonen.

## Adaptierung des Stückes
Eric Clapton spielte den Song zusammen mit Buddy Guy und Robert Cray an der Gitarre am 5. Februar 1990 während seiner ersten Blues-Nacht in der Royal Albert Hall in London. Auf der Aufnahme wirkten auch Johnnie Johnson (Piano), Jamie Oldaker (Schlagzeug) und Richard Cousins (Bass) mit. Der Song und die Videoaufnahme wurden am 8. Oktober 1991 auf 24 Nights veröffentlicht. Im März 1991 spielte Clapton den Song erneut während seiner Blues-Nächte in der Royal Albert Hall. Diese Aufnahmen erschienen jedoch nur als Bootleg. Eric Claptons Coverversion wird dem Bluesrock zugerechnet und weist eine Spieldauer von 5 Minuten und 39 Sekunden auf. Die Interpretation belegte Platz 21 der US-amerikanischen Billboard Mainstream-Rock-Songs-Chart und verblieb insgesamt 12 Wochen in diesen.
Joe Bonamassa coverte den Song unter dem Titel You Better Watch Yourself für sein Studioalbum Dust Bowl.